# THE BEST OF 松山千春
『THE BEST OF 松山千春』（ざ・べすと・おぶ・まつやまちはる）は、1984年2月10日、キャニオンレコードから発売された松山千春の企画ベスト・アルバム。品番：C20A0321。

## 収録曲
Side A
1. 旅立ち
  - 1stシングル、1stアルバム「君のために作った歌」より
2. 大空と大地の中で
  - 1stアルバム「君のために作った歌」より
3. かざぐるま
  - 2ndシングル、1stアルバム「君のために作った歌」より
4. 時のいたずら
  - 3rdシングル、1stアルバム「君のために作った歌」より
5. 青春
  - 4thシングルより

Side B
1. 季節の中で
  - 5thシングルより
2. 銀の雨
  - 2ndシングルc/wより
3. 恋
  - 8thシングルより
4. 空を飛ぶ鳥のように 野を駈ける風のように
  - 4thアルバムより
5. 夜明け
  - 7thシングルより